# هوفاتاشات (أرارات)
مدينة هوفاتاشات (بالأرمينية:Հովտաշատ) (بالإنجليزية: Hovtashat)‏ هي إحدى المدن التابعة لمقاطعة أرارات. في أرمينيا. يقدر عدد سكانها بـ 3359 نسمة حسب الإحصاء الذي جرى عام 2011.